# Viols-le-Fort
Viols-le-Fort település Franciaországban, Hérault megyében. Lakosainak száma 1223 fő (2022. január 1.). Viols-le-Fort Argelliers, Saint-Martin-de-Londres és Viols-en-Laval községekkel határos.

## Népesség
A település népessége az elmúlt években az alábbi módon változott:
| Lakosok száma | 358  | 493  | 670  | 1010 | 1184 | 1185 | 1211 | 1228 | 1242 | 1223 |
|               | 1968 | 1982 | 1990 | 2006 | 2013 | 2015 | 2017 | 2019 | 2020 | 2022 |